# Guillaume-Jean Favard de Langlade
Pour les articles homonymes, voir Favard, Langlade et Famille Girot de Langlade.
Guillaume-Jean Favard de Langlade, 1er baron de Langlade, né le 3 avril 1762 à Saint-Floret, près d'Issoire et mort le 14 novembre 1831 à Paris, était un juriste et homme politique français.

## Biographie

### Famille
Il était le fils de Joseph Favard (10 septembre 1732 - Saint-Floret (Puy-de-Dôme) ✝ 9 septembre 1777), notaire royal à Saint-Floret, lieutenant du bailliage de Montaigut-le-Blanc (Puy-de-Dôme), procureur au bailliage du marquisat de Tourzel, et de Marie Fayet. Marié le 1er décembre 1790 à Perrier avec Antoinette Salomon, il eut une fille, Marie-Françoise-Pauline, morte sans postérité de son mariage en 1808 avec Joseph-Henri Girot de Langlade, baron à titre personnel en 1827, qui ajouta à son nom celui de la terre de Langlade après avoir été confirmé dans le titre héréditaire de baron porté par son beau-père.

### Carrière
Sous la Révolution
Guillaume-Jean Favard débuta comme avocat au parlement de Paris en 1785, et exerça cette profession jusqu'en 1792, date de suppression des cours souveraines.
À cette époque, nommé commissaire national près le tribunal d'Issoire, il y passa le temps de la Terreur révolutionnaire, et ne revint à Paris que le 24 vendémiaire an IV, ayant été élu député du Puy-de-Dôme au Conseil des Cinq-Cents, où il se fit remarquer par sa modération. Il présenta à cette assemblée plusieurs rapports ou exposés de motifs qui ont beaucoup contribué à la rédaction du Code civil. Les lois sur les successions, sur les transactions pendant la dépréciation du papier-monnaie, sur les héritages des enfants naturels, sur le notariat, furent tour à tour l'objet de ses études. Il fit tous ses efforts, mais sans succès, pour obtenir la suppression des demandes en divorce fondées sur l'incompatibilité d'humeur. Puis, de confession catholique, il réussit à obtenir des adoucissements aux mesures de rigueur prises à l'égard des ecclésiastiques déportés ou incarcérés.
Sous le Consulat et le Premier Empire

Réélu, le 20 germinal an VII, par le même département au même Conseil, Guillaume-Jean Favard  se montra l'un des plus zélés partisans du coup d'État du 18 brumaire, et lors de la mise en activité de la Constitution de l'an VIII, il fut appelé au Tribunat (4 nivôse an VIII) : il en devint bientôt le président. Il y parla contre le premier chapitre du Code civil concernant la publication, les effets et l'application des lois, et décida le Tribunat à rejeter la loi présentée par le gouvernement. Cet acte d'opposition déplut fortement au Premier Consul, mais, lors de la réduction des membres du Tribunat en 1802, Favard fut cependant conservé. Il ne tarda pas d'ailleurs à reconquérir la faveur de Napoléon, en se prononçant (1804) pour la proposition Curée qui demandait l'établissement de l'Empire. Guillaume-Jean Favard  vota en ce sens, en disant : 

« Qu'il est de la nature des choses qu'un vaste pays dont la sûreté n'est pas garantie par sa position géographique, et dont les rapports avec ses voisins menacent sans cesse la tranquillité, soit gouverné par un chef unique. »

L'année suivante, il fit partie de la députation du Tribunat qui fut chargée d'aller au quartier général de la grande armée complimenter le vainqueur d'Austerlitz, et, à son retour, il proposa, pour donner au conquérant un témoignage d'admiration, d'amour et de reconnaissance, d'ériger sur une des principales places de Paris une colonne, surmontée de la statue de l'Empereur avec cette inscription : « À Napoléon le Grand, la Patrie reconnaissante. » et de frapper une médaille en l'honneur du général victorieux.
Guillaume-Jean Favard acheta, en 1803, la terre et le château de Langlade (commune de Meilhaud, près de la ville d'Issoire) à Jacques Guy Cousin de La Tour-Fondue, qui le tenait, par sa femme, de la famille d'Estaing.
Après la suppression du Tribunat en 1807, Favard entra au Corps législatif, où il présida presque aussitôt la section de l'Intérieur. Napoléon, qui l'avait déjà décoré de la Légion d'honneur le 25 prairial an XII, lui conféra successivement les titres de chevalier, puis de baron de Langlade et de l'Empire. Il fut par ailleurs nommé conseiller à la Cour de cassation le 5 décembre 1809 et maître des requêtes attaché au comité du contentieux en mars 1813.
Il fut envoyé dans le département de l'Ariège, mission extraordinaire, pour découvrir les causes de l'assassinat d'un maire protestant et de son adjoint : il s'acquitta de cette commission avec cette intégrité dont il a souvent donné des exemples dans les différentes fonctions qu'il a exercées. Sur son rapport, Napoléon révoqua la sentence de déportation qu'il avait prononcée contre deux curés faussement accusés.
Lors des événements de 1814, M. Favard de Langlade fit partie d'une commission chargée par le roi d'examiner les demandes en restitution des biens nationaux non vendus. Louis XVIII, rétabli sur son trône, le conserva dans sa fonction de maître des requêtes. Aux Cent-Jours, il conserva sa place de conseiller à la Cour de cassation ; mais il fut rayé de la liste des maîtres des requêtes. Il signa l'adresse que la Cour de cassation envoya à-coups l'Empereur, et fut nommé (13 mai 1815), membre de la Chambre des représentants par le collège de département du Puy-de-Dôme, mais il y garda un profond silence.
Sous la Restauration
Il se retrouva royaliste à la seconde Restauration, qui le rétablit aux fonctions de maître des requêtes. M. le baron de Langlade signa à cette époque une nouvelle adresse au roi. Président du collège électoral de la Corrèze, il fut élu député, en août 1815, par le collège électoral du Puy-de-Dôme. M. Favard de Langlade parut peu à la tribune et vota avec la minorité de la Chambre introuvable.
En 1816, il fut confirmé par le roi dans son titre de baron. La même année, il revint à la Chambre, ayant été réélu le 4 octobre par 133 voix. Il obtint sa réélection comme député le 1er octobre 1821, dans le 3e arrondissement du Puy-de-Dôme, à Issoire ; le 25 février 1824 ; et enfin le 23 juin 1830.
Partisan du cabinet du duc Decazes, il appuya la majorité des projets ministériels. Il fut nommé conseiller d'Etat par une ordonnance du 25 janvier 1817. Il soutint de la plupart de ses votes les différents ministères sous la Restauration.
Il fit, au nom de la commission centrale, un rapport sur le projet de loi relatif aux engagistes. Son opinion fut adoptée par la Chambre. M. Favard de Langlade examina et discuta avec beaucoup de talent et de sagesse le projet de loi du mois de décembre 1817, relatif « aux abus » de la liberté de la presse et fut nommé rapporteur du code forestier en 1826.
Officier de la Légion d'honneur depuis le 30 avril 1821, Favard de Langlade reçut la croix de commandeur le 30 octobre 1827. Le 12 mai 1828, il devint président de chambre à la Cour de cassation, place qu'il a occupée jusqu'à sa mort, arrivée à Paris, le 14 novembre 1831. Il avait laissé, sur beaucoup de questions de législation et de procédure, des ouvrages qui font autorité.
M. Dupin aîné dit de lui, à la Cour de cassation, en 1832 : « Nous avons à regretter M. le président Favard de Langlade, recommandable à tant de titres, jurisconsulte laborieux, auteur d'ouvrages utiles, rapporteur de lois importantes, magistrat intègre et assidu, excellent collègue, joignant aux vertus qui font estimer l'homme public cette douceur de mœurs qui le fait aimer. »
Il est enterré au cimetière du Père-Lachaise le 19 novembre 1831 (9e division). De nos jours, un prix Favard de Langlade est décerné afin de couronner une œuvre récente non publiée de caractère scientifique, une thèse ou un mémoire, contribuant à une meilleure connaissance de l'histoire du notariat.

## Titres
- Chevalier de Langlade et de l'Empire en 1808 ;
- Baron de Langlade et de l'Empire avec constitution d'un majorat par lettres patentes du 25 juillet 1811 à partir de la terre de Langlade ;
- Confirmé baron de Langlade en 1816 ;

## Fonctions
- Avocat au Parlement de Paris (1785) ;
- Commissaire national près le tribunal d'Issoire (1792) ;
- Député au Conseil des Cinq-Cents (24 vendémiaire an IV (1796), réélu, le 20 germinal an VII) ;
- Membre du Tribunat (4 nivôse an VIII, maintenu en 1802, il en devint président) ;
- Député du Puy-de-Dôme au Corps législatif (1807), président de la section de l'Intérieur ;
- Conseiller à la Cour de cassation (5 décembre 1809) ;
- Maître des requêtes au Conseil d'État (mars 1813), attaché au comité du contentieux ;
- Député à la Chambre des représentants (Cent-Jours) ;
- Député du Puy-de-Dôme à la Chambre (août 1815, réélu les 4 octobre 1816, 1er octobre 1821 et 23 juin 1830) ;
- Conseiller d'État  (ordonnance du 25 janvier 1817, et en service ordinaire dans le même conseil, le 12 novembre 1828) ;
- Président de la Cour de cassation (12 mai 1828 - 14 novembre 1831).

## Publications
- Conférence du Code civil avec la discussion particulière du conseil d'État et du tribunal, avant la rédaction définitive de chaque projet de loi (1805), 8 vol. in-12 ;
- Code de commerce : avec le rapprochement du texte des articles du Code Napoléon et du Code de procédure civile : qui y ont un rapport direct suivi d'une table analytique et raisonnée des matières, Firmin Didot, 1807 (lire en ligne) ;
- Répertoire de la législation du notariat (1807), in-4° ;
- Manuel pour l'ouverture et le partage des successions, avec l'analyse des principes sur les donations entre-vifs, les testaments et les contrats de mariage (1811), in-8° ;
- Traité des privilèges et hypothèques (1812), in-8° ;
- Répertoire de la nouvelle législation civile, commerciale et administrative : ou analyse raisonnée: des principes consacrés par le code civil, le code de commerce, et le code de procédure; par les lois qui s'y rattachent; par la législation sur le contentieux de l'administration; et par la jurisprudence, Didot, 1823 (lire en ligne) ;
- Législation électorale, avec l'analyse des principes et de la jurisprudence sur cette matière (1830), 1 vol. in-8°.

## Décorations
- Chevalier de la Légion d'honneur (25 prairial an XII) ;
- Officier de la Légion d'honneur (30 avril 1821) ;
- Commandeur de la Légion d'honneur (30 octobre 1827).